# 段曙光
段曙光（1923年—），安徽潜山人，中国人民解放军将领、中国人民解放军中将。
1988年，授予中国人民解放军中将，曾任新疆军区副政治委员。